# Slottsskogens IK
Slottsskogens IK var en idrottsförening från Göteborg i dåvarande Göteborgs och Bohus län, verksam mellan 1940 och 1997, då den sammanslogs med Godhem/HTIF till Slottsskogen/Godhems IF.
SIK:s herrlag i fotboll deltog i seriespel 1940-1997 och dess damlag 1971-1990. Damerna nådde som bäst division II medan herrarna spelade sju säsonger i fjärde högsta serien 1975-1982.